# Interferon
Interferon (IFN) je protein (belančevina) iz grupe glikoproteina, koje stvaraju ćelije imunskog sistema (bela krvna zrnca, fibroblasti), kao odgovor na prisutnost patogenih faktora, kao što su virusi, bakterije, ili paraziti, ili razne vreste tumorskih ćelija. Interferon omogućava „komunikaciju“ između ćelija u cilju pokretanje zaštitne odbrana imunskog sistema, koja ima za cilj da ukloni ili spreči dalje dejstvo patogenih faktora ili tumora.
Iako je njihova glavna sposobnost da se "mešaju" sa replikama virusa unutar ćelije domaćina, interferoni imaju i druge funkcije; aktiviraju imunske ćelije, kao što su prirodne odbrambene ćelije i makrofag, i na taj način povećavaju sposobnost ćelija domaćina da se odupre infekciji virusa ili drugim patogenim faktorima. Određeni simptomi, koji se javljaju u organizmu kao što su bol u mišićima i groznicu, nastaju kao reakcija na prdukciju interferona u toku infekcije.

## Citokini
Interferoni pripadaju velikoj grupi glikoproteina, koji su poznatiji kao citokini. Citokini su neophodni za normalno odvijanje svih faza imunskog odgovora i značajan su faktor regulacije tipa, jačine i dužine imunske reakcije. Citokine stvraju i na citokine reaguju i druge ćelije organizma, van imunskog sistema. Dejstvo citokina je uglavnom lokalno autokrino i parakrino, ređe endokrino.
Regulaciju aktivnosti citokina u organizmu vrše tzv prirodni inhibitori: citokini sa antagonističkim dejstvom rastvorljivi receptori i antagonisti receptora za citokine.
U autoimunim bolestima citokini su izuzetno važna komponenta patogeneze. Oni utiču na stalnu stimulaciju imuno/imflamatornih ćelija i posredno ili neposredno izazivaju oštećenje ciljnih tkiva.

## Karakteristike
Interferoni nastaju kao odgovor na prisustvo; virusa u organizmu, dvostruku RNK, antigene i mitogene. Kod čoveka postoje tri izoforme interferona (IFN), a to su; alfa , beta  i gama  . Ovi proteini štite organizam od virusa, povećavaju otpornost ćelija na virusnu infekciju i deluju kao citokini.
Interferoni (IFN) imaju široki spektar delovanja;
- antimikrobno,
- imunomodulirajuće,
- antiproliferativno, uz
- stimulaciju diferencijacije ćelija, kao i
- stimulaciju apoptoze.

Interferoni su prepoznatljivi po svojoj sposobnosti da inhibiraju replikaciju virusa unutar ćelija. Poznati su i kao inhibitori proliferacije hematopoetskih ćelija. Interferoni (IFN-α) i (IFN-γ) su snažni supresori mijeloidnih kolonija. Deluju sinergistički. Interferon (IFN-γ) inhibira eritroidne progenitore. Neki od interferona (IFN-α i IFN-β) mogu se sintetizovati u ćelijama kao neposredna posledica infekcije ćelija virusom štiteći na taj način ćeliju od infekcije nekim novim virusom.
Drugu grupu interferona (IFN-β i IFN-γ) stvaraju limfociti kao odgovor na stimulaciju antigenima. Interferonski sistem ima svoju vlastitu funkcionalnu organizaciju. Za stvaranje interferona potreban je induktor koji je najčešće virus, a proizvođač je humana ćelija. Interferoni moduliraju imunski sistem indukcijom MHC i HLA sistema.
Zavisno od tipa ćelije koja ga proizvodi interferone delimo na;
- koga stvaraju leukociti,
- koga stvaraju fibroblasti,
- koga stvaraju imunokompetentne ćelije.

Interferoni utiču na regulaciju ćelijske funkcije kao što je fagocitoza, ali i povećavaju citotoksičnost T limfocita (IFN-γ), kao i aktivnost makrofaga i NK-ćelija

## Tipovi interferona
Desetak različitih interferona otkriveno je kod sisara, a sedam od njih postoji i kod ljudi.
Danas su u medicinskoj literaturi uglavnom opisane tri glavne grupe interferona kod ljudi, na osnovu tipa receptora preko koga prenose svoj signal;
Interferon tip I (α): svi tipovi I-α interferona, vezuju se na specifičan ćelijski receptor koji se naziva IFN-α receptor, i sastoji se od IFNAR1 i IFNAR2 lanca. IFN-α, IFN-ß i IFN-ω su interferoni tipa I prisutni u organizmu čoveka
Interferon tip II (β): veže se za IFNGR. Kod ljudi to je IFN-γ.
Interferon tip III (γ): prenos signala preko receptorskih kompleksa koji se sastoji od IL10R2 (naziva se i CRF2-4) i IFNLR1 (naziva se i CRF2-12)

### Interferoni čoveka

#### Ljudski interferon alfa
Alfa-interferon (koji se naziva i "leukocitni IFN", nekad "interferon tip I") je protein sastavljen od 166 aminokiselina. Alfa-interferon može biti sačinjen od mnogo manjih tipova ćelija u odgovoru na otkrivanje virusnih ili bakterijskih nukleinskih kiselina. IFN-α je jedan od prvih citokina koji nastaje kao odgovor na virusnu infekciju. Ima važna antivirusna i imunoregulatorna svojstva i uspešno se upotrebljava u lečenju različitih oboljenja. Aktivira citotoksičnost  ćelija i stimuliše lizu ćelija zaraženih virusom. Pojačava ćelijski imuni odgovor reguliše ekspresiju IL-12 receptora i na taj način stimuliše nastanak  limfocita. Ovaj interferon značajno pojačava (IL-10), a blago (IL-2 i IL-12).

#### Ljudski interferon beta
Beta-interferon (IFN-β, koji se naziva i "fibroblast interferon) je glikoprotein sastavljen od 166 aminokiselina. Proizveden je od virusima zaraženih fibroblasta (ćelija vezivnog tkiva), a verovatno i od svih drugih ćelija. Beta-interferon se veže na receptore isto kao i alfa-interferon, a ima slične učinke kao i on.

#### Ljudski interferon gama
Gama-interferon (IFN-γ I; "imuni interferon", nekad "Tip II interferon") je glikoprotein sastavljen od 143 aminokiselina. On je u aktivnom obliku kao heterodimer. Ovaj citokin ima snažno antiproliferativno i antivirusno dejstvo, ali je i najmoćniji aktivator makrofaga i stimulator reakcije tipa kasne preosetljivosti (hronične inflamacije).
Gama interferon proizvode aktivirane T limfocitne ćelija (Th1 ćelija), obe subpopulacije CD4+ i CD8+, koje su deo adaptivnog imunskog odgovora, nakon kontakta sa makrofagom, koji je fagocitozirao bakterije.
Gama-interferona ima uticaj na aktiviranje makrofaga, poboljšava bolje spajanje sa fagozomnim lizozomom i proizvodnju azot-oksida baktericidnog i reaktivnog kiseoničkog radikala. Takođe indukuje antimikrobni peptid, 1α-hidroksilazu u makrofagima i pretvara 25 (OH) vitamin D3 u 1,25 (OH) D3 2 vitamin, proizvod nastao bez inhibicije 1α-hidroksilaza.
IFN-γ smanjuje stvaranje proinflamatornog citokina IL-1 i hemotaktičnog citokina IL-1, delimično antagonizuje dejstvo TNF-α, povećava aktivnost  ćelija, inhibira proliferaciju sinovijalnih fibroblasta, inhibira aktivnost kolagenaze i sprečava efekte PGE". Zato su zbog različitih dejstava i rezultati kliničkih ispitivanja terapijske efikasnosti IFN-γ suprotstavljeni.
IFN-γ je vrlo malo sličan ostalim interferonima, a stvaraju ga aktivirani T limfociti i limfociti T4 kao odgovor na IL-12 i IL-18 i NK ćelije, te monociti i makrofazi. IFN-γ igra vrlo važnu ulogu u odbrani domaćina. Njegova biološka aktivnost zavisi od ekspresije njegovog receptora. Ima vrlo važnu ulogu u kontroli bakterijskih, virusnih i parazitnih infekcija. To je najvažniji proinflamatorni citokin odgovoran za aktivaciju i reguliranje fagocitne funkcije mononuklearnih ćelija. Reguliše stvaranje nekoliko imunomodulacijskih i proinflamatornih citokina kao što su IL-12 i TNF-α. Snižene vrednosti nalazimo kod reumatoidnog artritisa (RA), sistemskog eritemskog lupusa SLE, limfoma, kongenitalne rubeole, malarije, herpes infekcije, AIDS-a, leishmanije i TBC. Neposredno potiskuje eritropoezu, a visoke koncentracije EPO ne mogu poništiti njegovo inhibitorno dejstvo. IL-1 i TNF-α inhibiraju stvaranje eritroidnih kolonija indirektno tako da stimulišu otpuštanje IFN-γ
Funkcionalna interreakcija IFN-γ sa molekulima celokupne interleukinske i citokinske mreže danas je interes brojnih naučnih istraživanja. Koliko je međusobno povezana interleukinska mreža pokazao je Hsu sa saradnicima, kada je dokazao da antiinflamatorni citokini IL-4 i IL-10 inhibiraju IL-2 indukovanu sintezu 

## Mehanizam dejstva
Interferone stvaraju svi sisari, a infekcija virusom je stimulans za sintezu interferona 48 časova nakon prodora infekcje u organizam i praćena je promenom;
- RNK > DNK,
- leukocita
- fbroblasta i
- limfocita.

Interferoni se vezuju za receptore na površini ćelije, što dovodi do fosforilacije tirozina i aktivacije podjedinica faktora transkripcije u citoplazmi. Nakon čega dolazi do sinteze više enzima koji su odgovorni za razvoj antivirusnog stanja. U njegovu aktivnost uključena su dva enzimska para;
- Protein-kinaza fosforiliše i inaktiviše ćelijski faktor inicijacije i tako sprečava stvaranje inicijatornog kompleksa potrebnog za sintezu virusnog proteina
- Oligonukleotid sintetaza, aktivira ćelijsku endonukleazu (RNase L) koja degradira mRNK

Biološko dejstvo interferoni ispoljavaju kroz;
- Inhibiciju razmnožavanja virusa
- Inhibiciju deobe ćelije
- Imunomodulatorno delovanje (povećana aktivnost NK ćelija, povećana ekspresija MHC molekula)
- Aktivaciju makrofaga
- Povećane ili smanjenje produkcija antitela
- Oslobađanje limfokina

Antivirusno delovanje interferona može biti:
- Direktno (enzimima koje indukuju interferoni)
- Indirektno (preko imunskog sistema)

Interferoni ostvaruju svoje dejstvo tako što u ribozomima ćelije domaćina indukuju produkciju enzima koji inhibiraju translaciju virusne informacione RNK u virusne proteine i tako zaustavljaju umnožavanje virusa. Interferoni se vezuju za specifične receptore na membrani ćelije, za koje se pretpostavlja da su verovatno gangliozidi. In vitro, oni inhibiraju replikaciju (umnožavanje) velikog broja virusa.
Nakon intravenske primene, interferoni imaju poluvreme eliminacije od 2-4 časa, a nakon intramuskularne (u mišić), maksimalna koncentracija u krvi postiže se nakon 5-8 časova. Interferoni ne prolaze krvno-moždanu barijeru.
Intranazalna primena interferona, zastupljena je uglavnom u lečenju hemoragičnih groznica i virusnih encefalitisa i virusne infekcije oka. Povoljni rezultati kod ovog načina primene interferona koristi se i u lečenju hepatitisa B i C, lečenju HIV infekcije, zajedno sa antivirusnim lekovima.
Zbog antiproliferativnog delovanja interferoni se primenjuje i u terapiji mnogih malignih oboljenja
Interferon alfa-2a upotrebljava se u terapiji infekcija izazvanih virusom hepatitisa B i Kapoši sarkoma (u sklopu AIDS-a). Interferon alfa-2b upotrebljava se kod infekcija izazvanih hepatitisom C. Postoje izveštaji koji ukazuju da interferoni mogu sprečiti reaktivaciju herpes simpleks virusa nakon resekcija korena trigeminalnog neurona, kao i da mogu sprečiti širenje herpes zostera kod pacijenata obolelih od kancera.
Interferoni gama i beta imaju važnu imunoregulatornu ulogu i koriste se u terapiji multiple skleroze. Takođe, interferoni se primenjuju u antineoplastičnoj (antitumorskoj) terapiji.

## Neželjena dejstva
Neželjeni efekti nakon upotrebe interferona su relativno česti i najčešće se manifestuju u vidu; groznica, umor, glavobolja i bolova u mišićima. Više puta primenjeni interferoni mogu da uzrokuju pojavu hroničnog zamora.
Pored nuspojava interferoni mogu da dovedu i do pojave sledećih komplikacija; depresija koštane srži, osipa, alopecija i poremećaji funkcija kardiovaskularnog sistema, štitaste žlezde i jetre.

## Istorijat
Dva japanska virologa, Yasu-ichi Nagano i Yasuhiko Kojima, iz Instituta za infektivne bolesti pri Univerzitetu u Tokiju, su 1954, tokom pokušaja poboljšanja vakcine protiv boginja uočili da krzno i testisi sa eksperimentalnog kunića koga su prethodno vakcinisali virusom dezaktiviranim ultraljubičastim zracima pokazuju znake sprečavanja rasta virusa kada su na ista mesta delovali živim virusom. Oni su tada doneli zaključak da je uzrok tim reakcijama, neki inhibitorni faktor.
U međuvremenu su britanski virolog Alick Isaacs i švajcarski istraživač Jean Lindenmann, sa Nacionalnog instituta za medicinska istraživanja u Londonu sproveli nešto drugačiji eksperiment sa sličnim rezultatima i u radu objavljenom 1957. i otkrili supstancu koju produkuju ćelije inficirane virusom i utvrdili da ona sprečava razmnožavanje virusa. Oni su prvi put ovu supstancu nazvali "interferon".
Interferon je oskudna i skupa supstanca sve do 1980, kada je gen interferona umetnut u bakterije pomoću rekombinantne DNK tehnologije, što je omogućilo njegovo masovno kultivisanje i čišćenje od bakterijskih kultura ili je izveden iz kvasca (npr. Reiferon Retard je prvi izvedeni Interferon-alfa 2a iz kvasca).

## Spoljašnje veze
Mediji vezani za članak Interferon na Vikimedijinoj ostavi

- Interferon на 